# Umm Badr
Umm Badr (arabisch أم بادر, DMG Umm Bādir) ist eine Stadt in Schamal Kurdufan im Sudan, die auf einer Höhe von 691 Metern über dem Meeresspiegel (2270 Fuß), in einer Entfernung von etwa 319 km (198 Meilen) westlich von der Hauptstadt Khartum liegt.
Umm Badr befindet sich am Ufer des Umm-Badr-See, der auf halbem Weg von Khartum nach al-Faschir, der Hauptstadt von Schamal Darfur liegt. Die Stadt ist ein wichtiges Zentrum für den Kewahla Stamm, einen der größten Stämme im Sudan, und ist reich an mineralischen und anderen natürlichen Ressourcen wie Gold.
Umm Badr ist mit einem ländlichen Krankenhaus ausgestattet.
Die nächste internationale Flughafen ist in al-Ubayyid, etwa 237 Kilometer entfernt. Es gibt keine Bahnverbindungen in die Stadt, aber ein paar Straßen, die zu einigen wichtigen umliegenden Städte wie an-Nahud, Hamrat el Scheich, Bara, und al-Ubayyid führen.
Kurt Beck, ein deutscher Anthropologe und Professor an der Bayreuth International School of African Studies, University of Bayreuth, hat lange Zeit in Umm Badr verbracht. Der britische Forscher und Schriftsteller Michael Asher, der Autor von A Desert Dies, hat ebenfalls einige Jahre mit den Kewahla in der Wüste und der Savanne dieser Gegend gelebt.
Die Topographie des Geländes wird durch Wadis und ein Paar hohe felsige Berge, Hügel und Dünen aus rotem Sand und saisonaler Vegetation, welche rund um die Wadis während der Regenzeit wächst, dominiert. Vor kurzem wurde ein Damm gebaut, um Regenwasser für Trinkwasser und Bewässerung zurückzuhalten.